# Казімерський повіт
Казімерський повіт (пол. powiat kazimierski) — один з 13 земських повітів Свентокшиського воєводства Польщі. Утворений 1 січня 1999 року в результаті адміністративної реформи.

## Загальні дані
Повіт знаходиться у південній частині воєводства. Адміністративний центр — місто Казімежа-Велька.

Станом на 1.01.2008 населення становить 35 468 осіб, площа 422,18 км².

## Демографія
Демографічні дані повіту станом на 30.06.2006:
|       | Всього | Всього | Жінки  | Жінки | Чоловіки | Чоловіки |
| ----- | ------ | ------ | ------ | ----- | -------- | -------- |
|       | осіб   | %      | осіб   | %     | осіб     | %        |
| Повіт | 35 770 | 100    | 18 132 | 50,7  | 17 638   | 49,3     |
| Міста | 7 053  | 100    | 3 668  | 52,0  | 3 385    | 48,0     |
| Села  | 28 717 | 100    | 14 464 | 50,4  | 14 253   | 49,6     |